# Starbuck Cirque
Der Starbuck Cirque ist ein eindrucksvoller und 6 km breiter Bergkessel in der antarktischen Ross Dependency. Er liegt zwischen der Basis der Tentacle Ridge und Mount Hughes in den Cook Mountains.
Das Advisory Committee on Antarctic Names benannte ihn 2000 nach Michael J. Starbuck, Kartograf des United States Geological Survey, der gemeinsam mit Roger A. Barlow im antarktischen Winter 1992 verantwortlich gewesen war für den Betrieb der seismischen und Dopplersatellit-Stationen am geographischen Südpol und von 1996 bis 1997 am US-amerikanisch-neuseeländischen Geodäsieprogramm in den Antarktischen Trockentälern teilgenommen hatte.